# 국도 제338호선 (일본)

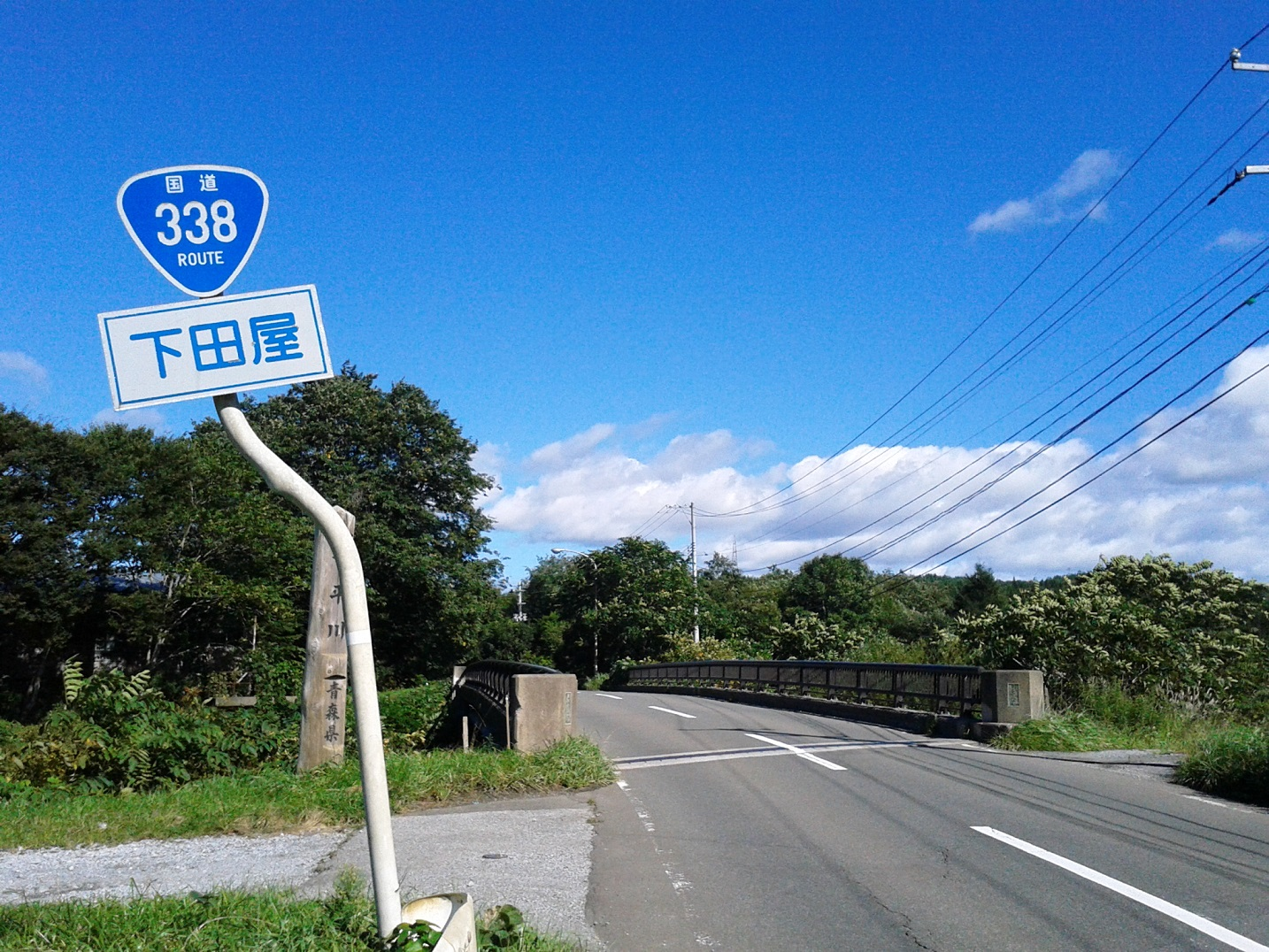
무쓰시와 시모키타군 히가시도리촌 사이의 경계선 부근 (2015년 9월)

국도 제338호선(일본어: 国道338号 こくどう338ごう[*])은 홋카이도 하코다테시에서 아오모리현 가미키타군 오이라세정까지 이르는 일본의 일반 국도로, 총 연장은 260.1 km, 실제 연장 238.0 km, 현도 212.0 km이다.

## 개요
홋카이도 하코다테시의 하코다테역 앞에서 쓰가루 해협의 해상 구간을 건너 아오모리현 오마정을 거쳐 호토케가우라가 위치하고 있는 시모키타반도 북서부에 면하고 있는 쓰가루 해협과 무쓰만의 바닷가를 따라 무쓰시의 시내 중심가를 통해 태평양 연안을 쭉 이어가면서 같은 반도를 남하한 뒤 오이라세정까지 이르는 총 연장 260 km의 일반 국도 노선이다. 그러나 시모키타반도를 종단중인 기간 국도로는 상기의 국도 외에도 노헤지정, 무쓰시, 오마정까지 이르는 직선 경로를 선택하고 있는 국도 제279호선이 있지만, 해당 노선은 상기의 길목에서 벗어난 시모키타반도의 북부 서안 및 남부 동안 등을 거쳐 오고 있어, 국도 279호선의 바이패스 역할을 하는 도로를 기능하고 있다. 또한 주요 경유지로는 아오모리현 시모키타군 오마정, 사이촌, 무쓰시, 히가시도리촌, 가미키타군 롯카쇼촌, 미사와시 등이 있다. 하코다테에서 오마까지 연결되는 쓰가루 해협의 해상구간을 국도 279호선으로 중복되어 있기 때문에 단독 구간으로 이루어지는 실제 연장 구간은 아오모리현 관내에만 존재한다.

### 노선 정보
일반 국도의 노선을 지정하고 있는 정령에 의거한 기종점 및 경유지는 다음과 같다.
- 기점 : 홋카이도 하코다테시 와카마쓰초 16-7 (하코다테역 앞 교차로 = 국도 제5호선·국도 제278호선(일본어판)·국도 제279호선(일본어판)과의 교점)
- 종점 : 아오모리현 가미키타군 오이라세정 (나에후리야치 교차로 = 국도 제45호선과의 교점)
- 총 연장 : 260.1 km[A]
- 중용 연장 : 3.0 km[B]
- 미공용 연장 : 19.0 km[C]
- 실제 연장 : 238.0 km[D]
- 현도 : 212.0 km[E]
- 구도 : 4.1 km[F]
- 신도 : 21.9 km[G]
- 지정 구간 : 홋카이도에 관통되어 있는 구간[H]
- 해상 구간 : 쓰가루 해협 (쓰가루가이쿄 페리의 항로)

## 역사
현행 도로법(쇼와 27년 법률 제180호)에 의거하고 있는 일반 국도로, 1974년(쇼와 49년) 11월 12일 정령 제364호의 공표에 따른 제3차 추가 지정 국도 중의 하나로, 이듬해인 1975년(쇼와 50년) 4월 1일 시행에 따른 국도 노선이다. 노선이 지정된 당시에는 무쓰시에서 시모다정까지 이르는 구간으로 지정되었지만, 무쓰시 이북 구간은 1981년(쇼와 56년) 4월 30일 정령 제153호에 따라 일반 국도 노선 지정을 공표하게 되면서, 이듬해인 1982년(쇼와 57년) 4월 1일자로 시행하였다. 시행된 당시의 구간으로는 해당 구간을 연장하는 형태로 무쓰시에서 하코다테시까지 사실상 연장되었다. 다만 하코다테시에서 오마정 사이의 구간은 국도 제279호선 외의 몇 노선과 같이 구간이 중복된다. 

## 노선 개황

### 별칭
- 가이쿄 라인 (아오모리현 오마정 - 무쓰시 와키노사와)

### 바이패스
- 오미나토 바이패스(일본어판)
- 시라누카 바이패스(일본어판)

### 중복 구간
- 국도 제279호선(일본어판) (홋카이도 하코다테시 와카마쓰초·하코다테역 앞 교차로 - 아오모리현 시모키타군 오마정 오마 호소마, 아오모리현 무쓰시 고가와마치 2초메·고가와 교차로 - 무쓰시 혼마치)

### 해상 구간
쓰가루 해협상에 위치해 있는 홋카이도 하코다테시의 하코다테항에서 아오모리현 오마정까지는 국도 제338호선의 해상 구간으로, 국도 제279호선과 겹친다. 예전에는 히가시니혼 페리 소속 페리 노선이 해상 구간을 운항한 바 있었으며, 폐지 직전 당시의 페리가 338번 국도를 전용하고 있는 것으로 드러나고 있었다. 그러나 2009년 12월부터는 쓰가루가이쿄 페리의 운항권을 담당하고 있으며, 소요 시간은 약 1시간 30분 정도 걸린다.
- 대상 구간 : 홋카이도 하코다테시 하코다테항 - 아오모리현 오마정 오마항(일본어판) (쓰가루 해협에서 1일 2회 운항)

### 동절기 교통 통제 구간
- 통행 중단 대상 구간 : 사이촌 노히라 ~ 무쓰시 와키노사와 겐도시로 (12월 상순 ~ 4월 하순)

### 도로 시설
- 미치노에키
  - 아오모리현 : 와키노사와(일본어판) (무쓰시)

### 소관 기관
- 홋카이도 개발국 하코다테 개발건설부 : 하코다테 도로사무소
- 아오모리현 현토정비국 : 시모키타 지역현민국 지역정비부, 가미키타 지역현민국 지역정비부

## 지리

### 통과하는 지자체
- 홋카이도
  - 오시마 종합진흥국
    - 하코다테시
- 아오모리현
  - 시모키타군 오마정 - 시모키타군 사이촌 - 무쓰시 - 시모키타군 히가시도리촌 - 가미키타군 롯카쇼촌 - 미사와시 - 가미키타군 오이라세정

### 통과하는 도로
국도
- 국도 제5호선
- 국도 제278호선 (일본)(일본어판)
- 국도 제279호선 (일본)(일본어판)
- 국도 제394호선 (일본)(일본어판)
- 국도 제45호선

현도
- 아오모리현도 제284호선
- 아오모리현도 제46호선
- 아오모리현도 제253호선
- 아오모리현도 제175호선
- 아오모리현도 제272호선
- 아오모리현도 제4호선
- 아오모리현도 제6호선
- 아오모리현도 제248호선
- 아오모리현도 제7호선
- 아오모리현도 제179호선
- 아오모리현도 제24호선
- 아오모리현도 제180호선
- 아오모리현도 제170호선
- 아오모리현도 제10호선
- 아오모리현도 제254호선
- 아오모리현도 제19호선
- 아오모리현도 제283호선
- 아오모리현도 제174호선

## 같이 보기
- 쓰가루 해협 대교(일본어판)
- 시라인(일본어판)